# Faeröers voetbalelftal in 1999
Het Faeröers voetbalelftal speelde in totaal zeven interlands in het jaar 1999, waarvan vijf duels in de kwalificatiereeks voor het EK voetbal 2000 in België en Nederland. De nationale selectie stond voor het zesde opeenvolgende jaar onder leiding van de Deense bondscoach Allan Simonsen, de opvolger van de eind 1993 opgestapte Páll Guðlaugsson. Op de in 1993 geïntroduceerde FIFA-wereldranglijst zakte Faeröer in 1999 van de 110de (januari 1999) naar de 112de plaats (december 1999).

## Balans
| Wedstrijden | Wedstrijden | Wedstrijden | Wedstrijden | Doelpunten | Doelpunten | Doelpunten | Punten |
| Gespeeld    | Winst       | Gelijk      | Verlies     | Voor       | Tegen      | Saldo      | Punten |
| ----------- | ----------- | ----------- | ----------- | ---------- | ---------- | ---------- | ------ |
| 7           | 0           | 3           | 4           | 3          | 9          | –6         | 0.429  |

## Interlands
|                                                             |         |       |         | |
| 3 maart Vriendschappelijk № 57 «onderlinge duels» 16:00 uur | Andorra | 0 – 0 | Faeröer | Estadio Municipal Bahía Sur, San Fernando Toeschouwers: 100 Scheidsrechter: Antonio López Nieto (ESP) |
| 3 maart Vriendschappelijk № 57 «onderlinge duels» 16:00 uur |         |       |         | Estadio Municipal Bahía Sur, San Fernando Toeschouwers: 100 Scheidsrechter: Antonio López Nieto (ESP) |

|                                                          |                       |       |                    |                                                                             |
| 5 juni EK-kwalificatie № 58 «onderlinge duels» 18:00 uur | Faeröer               | 1 – 1 | Schotland          | Svangaskarð, Toftir Toeschouwers: 4.100 Scheidsrechter: Philippe Kalt (FRA) |
| 5 juni EK-kwalificatie № 58 «onderlinge duels» 18:00 uur | Hans Fróði Hansen 90' |       | 38' Allan Johnston | Svangaskarð, Toftir Toeschouwers: 4.100 Scheidsrechter: Philippe Kalt (FRA) |

|                                                          |                           |       |                                 |                                                                           |
| 9 juni EK-kwalificatie № 59 «onderlinge duels» 19:00 uur | Faeröer                   | 2 – 2 | Bosnië en Herzegovina           | Svangaskarð, Toftir Toeschouwers: 4.600 Scheidsrechter: Peter Jones (ENG) |
| 9 juni EK-kwalificatie № 59 «onderlinge duels» 19:00 uur | Uni Arge 38' Uni Arge 49' |       | 14' Elvir Bolić 50' Elvir Bolić | Svangaskarð, Toftir Toeschouwers: 4.600 Scheidsrechter: Peter Jones (ENG) |

|                                                                 |         |                       |         |                                                                                  |
| 18 augustus Vriendschappelijk № 60 «onderlinge duels» 20:00 uur | Faeröer | 0 – 1                 | IJsland | Tórsvøllur, Tórshavn Toeschouwers: 3.511 Scheidsrechter: Martin Ingvarsson (SWE) |
| 18 augustus Vriendschappelijk № 60 «onderlinge duels» 20:00 uur |         | 3' Thórdur Gudjónsson |         | Tórsvøllur, Tórshavn Toeschouwers: 3.511 Scheidsrechter: Martin Ingvarsson (SWE) |

|                                                               |         |                                  |         |                                                                              |
| 4 september EK-kwalificatie № 61 «onderlinge duels» 18:00 uur | Faeröer | 0 – 2                            | Estland | Tórsvøllur, Tórshavn Toeschouwers: 2.300 Scheidsrechter: Edo Trivković (CRO) |
| 4 september EK-kwalificatie № 61 «onderlinge duels» 18:00 uur |         | 88' Martin Reim 90' Raio Piiroja |         | Tórsvøllur, Tórshavn Toeschouwers: 2.300 Scheidsrechter: Edo Trivković (CRO) |

|                                                               |         |                   |          |                                                                          |
| 8 september EK-kwalificatie № 62 «onderlinge duels» 18:00 uur | Faeröer | 0 – 1             | Litouwen | Tórsvøllur, Tórshavn Toeschouwers: 680 Scheidsrechter: Eric Romain (BEL) |
| 8 september EK-kwalificatie № 62 «onderlinge duels» 18:00 uur |         | 55' Tomas Ramelis |          | Tórsvøllur, Tórshavn Toeschouwers: 680 Scheidsrechter: Eric Romain (BEL) |

|                                                             |                                 |       |         |                                                                                |
| 9 oktober EK-kwalificatie № 63 «onderlinge duels» 20:15 uur | Tsjechië                        | 2 – 0 | Faeröer | Letenský stadion, Praag Toeschouwers: 21.362 Scheidsrechter: Marcel Lică (ROM) |
| 9 oktober EK-kwalificatie № 63 «onderlinge duels» 20:15 uur | Jan Koller 12' Pavel Verbíř 84' |       |         | Letenský stadion, Praag Toeschouwers: 21.362 Scheidsrechter: Marcel Lică (ROM) |

## FIFA-wereldranglijst
| JAN | FEB | MAR | APR | MEI | JUN | JUL | AUG | SEP | OKT | NOV | DEC |
| --- | --- | --- | --- | --- | --- | --- | --- | --- | --- | --- | --- |
| 110 | 111 | 111 | 111 | 114 | 105 | 104 | 107 | 110 | 111 | 112 | 112 |

## Statistieken
| Jákup Mikkelsen      | 1970-08-14 | Herfølge BK       | 4 | 0 | 0 | 13 | 0 |
| Jens Martin Knudsen  | 1967-06-11 | Ayr United        | 3 | 0 | 0 | 46 | 0 |
| Verdediging          |            |                   |   |   |   |    |   |
| Hans Fróði Hansen    | 1975-08-25 | HB Tórshavn       | 7 | 0 | 1 | 11 | 1 |
| Óli Johannesen       | 1972-05-06 | TB Tvøroyri       | 7 | 0 | 0 | 43 | 1 |
| Pól Thorsteinsson    | 1973-11-17 | B36 Tórshavn      | 7 | 0 | 0 | 19 | 0 |
| Jens Kristian Hansen | 1971-09-03 | Ayr United        | 5 | 1 | 0 | 32 | 1 |
| Jóhannis Joensen     | 1970-11-27 | HB Tórshavn       | 1 | 2 | 0 | 3  | 0 |
| Middenveld           |            |                   |   |   |   |    |   |
| Julian Johnsson      | 1975-02-24 | Sogndal Fotball   | 7 | 0 | 0 | 30 | 1 |
| Allan Mørkøre        | 1971-11-22 | ÍBV Vestmannæyjar | 7 | 0 | 0 | 45 | 1 |
| Sámal Joensen        | 1975-01-15 | GÍ Gøta           | 5 | 0 | 0 | 13 | 0 |
| Øssur Hansen         | 1971-01-07 | B36 Tórshavn      | 4 | 2 | 0 | 34 | 1 |
| Henning Jarnskor     | 1972-11-15 | GÍ Gøta           | 3 | 2 | 0 | 31 | 1 |
| Heðin á Lakjuni      | 1978-02-19 | KÍ Klaksvík       | 0 | 2 | 0 | 2  | 0 |
| Fróði Benjaminsen    | 1977-12-14 | B68 Toftir        | 0 | 2 | 0 | 2  | 0 |
| Rógvi Jacobsen       | 1979-03-05 | KÍ Klaksvík       | 0 | 2 | 0 | 2  | 0 |
| Aanval               |            |                   |   |   |   |    |   |
| Todi Jónsson         | 1972-02-02 | FC Kopenhagen     | 6 | 0 | 0 | 38 | 9 |
| Uni Arge             | 1971-01-21 | HB Tórshavn       | 5 | 1 | 2 | 27 | 4 |
| John Petersen        | 1972-04-22 | B36 Tórshavn      | 5 | 0 | 0 | 24 | 2 |
| Jákup á Borg         | 1979-10-26 | B36 Tórshavn      | 1 | 4 | 0 | 8  | 0 |

FSF · A-internationals · Statistieken · Bondscoaches · Faeröers vrouwenelftal · Faeröer U21 · Faeröer U20 · Faeröer U19 · Faeröer U18 · Faeröer U17 · Faeröer U16
1980 – 1989 ·
1990 – 1999 ·
2000 – 2009 ·
2010 – 2019 ·
2020 – 2029
1988 · 
1989 · 
1990 ·
1991 · 
1992 · 
1993 · 
1994 · 
1995 · 
1996 · 
1997 · 
1998 · 
1999 · 
2000 · 
2001 · 
2002 · 
2003 · 
2004 · 
2005 · 
2006 · 
2007 · 
2008 · 
2009 · 
2010 · 
2011 · 
2012 · 
2013 · 
2014 · 
2015 · 
2016 ·
2017 ·
2018 ·
2019 ·
2020 ·
2021 ·
2022 ·
2023 ·
2024
Albanië ·
Andorra ·
Armenië ·
Azerbeidzjan ·
België ·
Bosnië en Herzegovina ·
Canada ·
Cyprus ·
Denemarken ·
Duitsland ·
Estland ·
Finland ·
Frankrijk ·
Georgië ·
Gibraltar ·
Griekenland ·
Hongarije ·
Ierland ·
IJsland ·
Israël ·
Italië ·
Joegoslavië ·
Kazachstan ·
Kosovo ·
Letland · 
Liechtenstein ·
Litouwen ·
Luxemburg ·
Malta ·
Moldavië ·
Nederland ·
Noord-Ierland ·
Noord-Macedonië ·
Noorwegen ·
Oekraïne ·
Oostenrijk ·
Polen ·
Portugal ·
Roemenië ·
Rusland ·
San Marino ·
Schotland ·
Servië ·
Servië en Montenegro · 
Slovenië ·
Slowakije ·
Spanje ·
Thailand ·
Tsjechië ·
Tsjecho-Slowakije ·
Turkije ·
Wales ·
Zweden ·
Zwitserland